# Február 30.

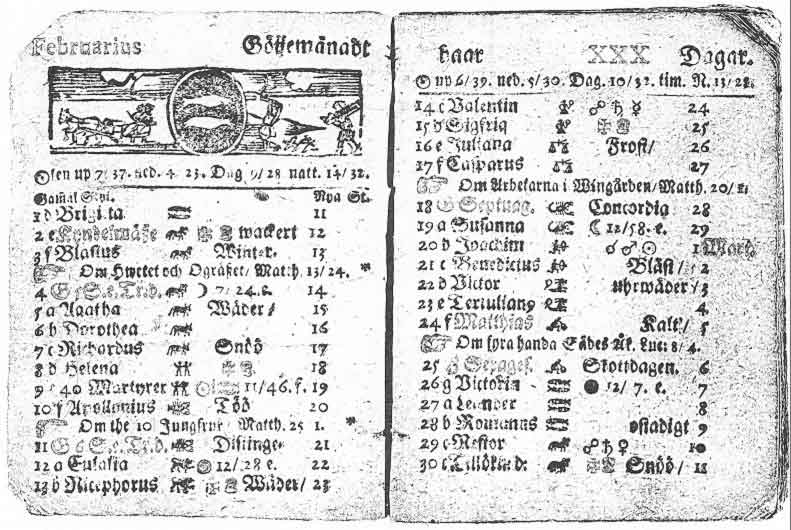
Az 1712. évi svéd naptár
30 napos február hava

Február 30. a mai naptárakban nem létező nap. A Gergely-naptárban és a korábbi julián naptárban a február valójában 28 napos, szökőév esetében pedig 29 napos hónap. Ugyanakkor a történelem során a Szovjetunióban kétszer, Svédországban pedig egy alkalommal előfordult, hogy jegyeztek február 30-át. Tizenkét alkalommal a Római Birodalomban is 30 napos volt a február, azonban maga a „február 30.” megnevezés jóval későbbről származik.

## Február napjainak eredete
Az eredeti julián naptár szerint az év utolsó hónapja (február), 29 napos volt, a szökőévekben pedig 30 napos. 12 ilyen alkalom volt A.V.C. 710. (i. e. 44.) és A.V.C. 746 (i. e. 8.) között, noha ezen idő alatt csak kilenc szökőévnek kellett volna lennie.
Augustus császárnak köszönhető, hogy a február hónap lerövidült, mert amikor elnevezte magáról az akkori hatodik hónapot, ugyanolyan hosszúvá – 31 napossá – tette, mint amilyen július volt, és a hiba korrigálása érdekében a február hónapot 29-ről 28 napra, szökőévekben 30-ról 29-re rövidítette.
A Római Birodalomban a február hónap 30. napja neve „pridie calendas martias” (március első napját megelőző nap) volt, a napok számozása visszafelé történt.

## Svédországban
1699-ben Svédországban úgy döntöttek, hogy áttérnek a julián naptárról a Gergely-naptárra úgy, hogy 1700-tól negyven éven át elhagyják a szökőnapokat. 1700-ban tehát nem volt szökőév Svédországban, de a tervektől eltérően ez volt az egyetlen módosított év, mivel az 1704. és 1708. éveket már újra szökőévként kezelték. Ebben az időszakban tehát a svéd naptár egy nappal előbbre járt a julián naptárnál, ugyanakkor tíz nap hátránya volt a Gergely-naptárhoz képest. 1711-ben elhatározták, hogy visszatérnek a julián naptárhoz. Ennek érdekében a következő évben, 1712-ben hozzáadtak egy pótnapot a február hónaphoz, amely így 30 napos lett. Ez a nap a julián naptárban február 29-nek, a Gergely-naptárban pedig március 11-nek felelt meg. Svédországban végül is a Gergely-naptár végleges elfogadása 1753-ban történt meg.

## A Szovjetunióban
1929-ben a Szovjetunió forradalmi naptárt vezetett be, melyben a hónapok 30 naposak voltak és a fennmaradó 5 vagy (szökőévben) 6 pótnap pihenőnap volt, amelyek – hasonlóan a francia forradalmi naptár „sans-culottides”-jaihoz – nem tartoztak egyik hónaphoz sem. (Érdekesség, hogy ez így volt az ókori egyiptomi naptárban is, amely a mai naptár legkorábbi őse.) Az 1930. és az 1931. év februárja tehát 30 napos volt, azonban 1932-ben ezt a naptárat részben feladták, és a hónapok visszanyerték eredeti hosszukat.